# Kaasvlieg
De kaasvlieg ( Piophila casei) is een vliegensoort uit de familie Piophilidae. De wetenschappelijke naam van de soort werd gepubliceerd in 1758 door Carl Linnaeus in de tiende editie van Systema naturae.
De levende larven van deze vlieg komen voor in een bepaalde kaassoort uit Sardinië, Casu marzu. De kaas verkrijgt zijn smaak doordat de larven de kaas eten en verteren.